# Tamika Mkandawire
Tamika Mkandawire (Mzuzu, 28 maggio 1983) è un ex calciatore inglese.